# Factory Method パターン
Factory Method パターン（ファクトリメソッド・パターン）とは、GoF (Gang of Four; 四人組)によって定義されたデザインパターンの1つである。 Factory Method パターンは、他のクラスのコンストラクタをサブクラスで上書き可能な自分のメソッドに置き換えることで、
アプリケーションに特化したオブジェクトの生成をサブクラスに追い出し、クラスの再利用性を高めることを目的とする。
Virtual Constructor パターンとも呼ばれる。

## クラス図
Factory Method パターンのクラス図は以下の通りである。
ここで、anOperationはfactoryMethodを呼び出し、Productのサブクラスのインスタンスを得て、利用する。factoryMethodのようなメソッドはfactory methodと呼ばれる。
factoryMethodは、デフォルトの動作を含んだ具象メソッドである場合もある。パラメータを取り、それによって生成するクラスを変えることもある。ConcreteCreatorごとの操作手段を
Productとして他のクラスに提供するようなケースでは、factoryMethodをpublicとして公開する。。しかし、factoryMethodは上書きされることが前提であるため、privateにはしない。

## 利用例
例として、Java でリストの要素をさまざまな順で表示するプログラムを考える。このソースコードは J2SE 1.5 以降のバージョンで動作する。
```
import
 
java.util.ArrayList
;

import
 
java.util.Arrays
;

import
 
java.util.Collections
;

import
 
java.util.Comparator
;

import
 
java.util.List
;

// Creatorに相当する

abstract
 
class
 
ListPrinter
 
{

    
// anOperationに相当する

    
public
 
void
 
printList
(
List
<
String
>
 
list
)
 
{

        
Comparator
<
String
>
 
comparator
 
=
 
createComparator
();

        
list
 
=
 
new
 
ArrayList
<
String
>
(
list
);

        
Collections
.
sort
(
list
,
 
comparator
);

        
for
 
(
String
 
item
 
:
 
list
)
 
{

            
System
.
out
.
println
(
item
);

        
}

    
}

    
// factoryMethodに相当する

    
protected
 
abstract
 
Comparator
<
String
>
 
createComparator
();

}

// ConcreteCreatorに相当する

class
 
DictionaryOrderListPrinter
 
extends
 
ListPrinter
 
{

    
@Override

    
protected
 
Comparator
<
String
>
 
createComparator
()
 
{

        
return
 
new
 
DictionaryOrderComparator
();

    
}

}

// java.util.ComparatorがProductに相当する

// ConcreteProductに相当する

class
 
DictionaryOrderComparator
 
implements
 
Comparator
<
String
>
 
{

    
@Override

    
public
 
int
 
compare
(
String
 
str1
,
 
String
 
str2
)
 
{

        
return
 
str1
.
compareTo
(
str2
);

    
}

}

// ConcreteCreatorに相当する

class
 
LengthOrderListPrinter
 
extends
 
ListPrinter
 
{

    
@Override

    
protected
 
Comparator
<
String
>
 
createComparator
()
 
{

        
return
 
new
 
LengthOrderComparator
();

    
}

}

// ConcreteProductに相当する

class
 
LengthOrderComparator
 
implements
 
Comparator
<
String
>
 
{

    
public
 
int
 
compare
(
String
 
str1
,
 
String
 
str2
)
 
{

        
return
 
str1
.
length
()
 
-
 
str2
.
length
();

    
}

}

// メインクラス

public
 
class
 
FactoryMethodSample
 
{

    
public
 
static
 
void
 
main
(
String
 
args
[]
)
 
{

        
List
<
String
>
 
list
 
=
 
Arrays
.
asList
(
"いちご"
,
 
"もも"
,
 
"いちじく"
);

        
System
.
out
.
println
(
"五十音順で表示:"
);

        
new
 
DictionaryOrderListPrinter
().
printList
(
list
);

        
System
.
out
.
println
();

        
System
.
out
.
println
(
"長さ順で表示:"
);

        
new
 
LengthOrderListPrinter
().
printList
(
list
);

    
}

}

```

このプログラムは、以下の結果を出力する。
```
五十音順で表示:
いちご
いちじく
もも

長さ順で表示:
もも
いちご
いちじく
```

前半ではリストを五十音順で表示し、後半ではリストを文字列の長さ順に表示している。
リストを並び変えて表示するListPrinter#printListメソッドでは、並び変えに使うComparatorを生成する際にnew演算子を使って直接生成するのではなく、抽象メソッドcreateComparatorを使ってサブクラスに生成を委ねる。

## 関係するパターン
factory methodは普通template method (Template Method パターンを参照)であるanOperationから呼ばれる。ただし、factory methodをpublicにして他のクラスからも呼ぶ場合もある。
Abstract Factory パターンのAbstractFactoryクラスはfactory methodを持ち、それを個々のサブクラスが上書きして生成するProductを変える手法が一般的である。しかし、Prototype パターンを使い、prototypeとなるオブジェクトの変更により生成するProductを変える手法もある。

## Abstract Factory パターンとの違い
『オブジェクト指向における再利用のためのデザインパターン』においてはFactory Method パターンは「クラスパターン」に分類されている。一方Abstract Factory パターンは「オブジェクトパターン」に分類されている。
Factory Method パターンは親クラスであるCreatorクラスが子クラスであるConcreteCreatorクラスにオブジェクトの生成を委ねるという、CreatorクラスとConcreteCreatorクラスとの関連である。一方でAbstract Factory パターンは、ClientのインスタンスがConcreteFactoryのインスタンスにオブジェクトの生成を委ねるという、オブジェクト同士の関連である。